# Mohammad Khatami
Mohammad Khatami (Perzisch: محمد خاتمی) (Ardakan (Yazd), 14 oktober 1943) is een sjiitisch-islamitisch geestelijke en voormalig president van Iran.
Khatami studeerde theologie in de sjiitische heilige stad Qom, waarna hij na enkele jaren overstapte op westerse filosofie in Isfahan. Ook studeerde hij enige jaren onderwijskunde in Teheran. Hierna maakte hij zijn theologiestudie af tot het hoogste niveau, dat van Ijtihad.
Na zijn studie werd hij directeur van een islamitisch centrum in Hamburg. Na de Iraanse Revolutie keerde hij terug naar Iran.
In 1997 werd Khatami gekozen tot president. Zijn beleidspunten waren gericht op (voorzichtige) hervormingen van de theologische staat. Zijn hervormingen stuitten echter op grote weerstand van de conservatieve mullahs en de Raad van Hoeders.
Hij werd eenmaal herkozen, in 2001 met een ruime meerderheid.